# Spilosoma divisa
Spilosoma divisa là một loài bướm đêm thuộc phân họ Arctiinae, họ Erebidae.